# Синклер, Владимир Александрович
Влади́мир Алекса́ндрович Си́нклер (12 (24) января 1879, Новый Маргелан, — 16 марта 1946, Киев) — генерал русской и украинской армий.

## Семья
Из дворян. Родился в семье русского офицера, военного инженера, рано остался без отца. Его предки жили в Англии, бежали от Английской революции и поступили на службу к царю Алексею Михайловичу. Считал себя украинцем (в частности, эта информация содержится в его показаниях на допросе в 1945 году). Жена — Людмила, урождённая Арбенина.

## Образование
Окончил Оренбургский Неплюевский кадетский корпус (1896), Михайловское артиллерийское училище в Санкт-Петербурге (1899, по 1-му разряду), Николаевскую военную академию Генерального штаба (1905, по 1-му разряду, — с отличием); учился вместе со своими будущими сослуживцами Александром Грековым и Александром Лигнау).

## Офицер Русской армии
В службу вступил 31 августа 1896 года юнкером Михайловского артиллерийского училища. По окончании учёбы в училище Высочайшим Приказом от 9-го августа 1899 года был произведен из фельдфебелей в подпоручики (со старшинством в чине с 13.08.1897) и определён на службу в лейб-гвардии 2-ю артиллерийскую бригаду (С.-Петербург).
С августа 1902 года по май 1905 — обучался в Николаевской академии Генерального штаба (С.-Петербург). 06.12.1903, за выслугу лет, был произведен в поручики гвардии (старшинство — с 09.08.1903).
По окончании учёбы в академии, "за отличные успехи в науках", 28 мая 1905 года был досрочно произведен в штабс-капитаны гвардии с последующим причислением к Генеральному штабу.
Участвовал в русско-японской войне, — во второй половине  1905 года был прикомандирован к штабу главнокомандующего войсками на Дальнем Востоке.
По окончании войны, с декабря 1905 года по ноябрь 1907 года проходил цензовое командование ротой в лейб-гвардии Павловском полку. В ноябре 1907 года был переведен в Генеральный штаб старшим адъютантом штаба 45-й пехотной дивизии, с переименованием из штабс-капитанов гвардии в Генерального штаба капитаны.
С апреля 1908 года — старший адъютант штаба Гвардейского корпуса. 25.03.1912 — произведен в Генерального штаба подполковники, со старшинством с 06.12.1911.
С марта 1912 по август 1913 — штаб-офицер для поручений штаба войск Гвардии и Санкт-Петербургского военного округа, затем, с 14.08.1913, — старший адъютант штаба войск Гвардии и Санкт-Петербургского военного округа.
Участник Первой мировой войны. 20.07.1914 был прикомандирован к штабу 6-й Армии и назначен помощником начальника отдела Генерал-квартирмейстера, затем, 04.09.1914, назначен помощником старшего адъютанта (16.11.1914 — назначен старшим адъютантом) отдела Генерал-квартирмейстера штаба 9-й Армии.
С декабря 1914 года — Генерального штаба полковник.
С 28.01.1915 по 24.03.1915 — исполняющий должность начальника штаба 37-й пехотной дивизии, с 24.03.1915 по 11.05.1916 — начальник штаба 2-й гвардейской пехотной дивизии.
С 11.05.1916 по 07.03.1917 — командир 176-го пехотного Переволочненского полка.
С 07.03.1917 по 28.04.1917 — начальник штаба Гвардейской стрелковой дивизии, с 28.04.1917 по 16.12.1917 — начальник штаба 2-го гвардейского корпуса. 03.10.1917 — произведен в генерал-майоры Генштаба.
16 декабря 1917 года был уволен от службы по болезни; переехал с семьёй на жительство в Киев.

## Генерал украинской армии
В январе 1918 года, при взятии Киева красногвардейскими отрядами Муравьева, избежал расправы.
В марте 1918 года поступил на службу в создаваемую украинскую армию и с 16.03.1918 вошёл в состав комитета при Генеральном штабе по организации украинских вооружённых сил.
Остался на службе и после прихода к власти гетмана Скоропадского. С лета 1918 года — первый генерал-квартирмейстер Генерального штаба вооружённых сил Украинской державы.
После свержения гетманского режима продолжил службу в армии Украинской народной республики (УНР), с января 1919 года занимал пост помощника начальника её Генерального штаба, организовал оперативный аппарат армии. С лета 1919 — начальник штаба Надднепрянской армии УНР.
В марте—июле 1920 года — начальник Генерального штаба УНР, генерал-поручик.
Разработал проект реорганизации центральных военных учреждений, однако к этому времени украинские войска уже были интернированы в Польше, а территория Украинской народной республики была под контролем Красной армии РСФСР.

## Жизнь в эмиграции
В 1921 году вошёл в состав Высшей военной рады, сформированной по инициативе Семёна Петлюры. В 1922 году, после неудачи повстанческого движения на территории Украины, поддержанного войсками УНР с территории Польши, отошёл от военной деятельности.
Работал на предприятиях служащим (в том числе весовщиком). Отказался от службы в Войске Польском. С 1926 года участвовал в деятельности Украинского центрального комитета, занимавшегося помощью эмигрантам. Выступал перед бывшими военнослужащими армии УНР с лекциями по военной педагогике. В 1939 году из-за болезни сердца был вынужден оставить работу.

## Арест и смерть
13 марта 1945 года был арестован опергруппой СМЕРШ 1-го Украинского фронта в городе Катовице. Был этапирован в Лукьяновскую тюрьму Киева и подвергнут допросам. Военная прокуратура предложила приговорить его к 10 годам лишения свободы, однако до суда он не дожил. В марте 1946 года был переведён в тюремный лазарет «по поводу частых приступов грудной жабы» и 16 марта скончался.

## Награды
- Медаль «В память русско-японской войны» (1906)
- Орден Святого Станислава 3-й степени (06.12.1908)
- Орден Святой Анны 3-й степени (06.12.1911)
- Орден Святого Станислава 2-й степени (06.12.1913)
- Медаль «В память 100-летия Отечественной войны 1812» (1912)
- Медаль «В память 300-летия царствования дома Романовых» (1913)
- Медаль «За труды по отличному выполнению всеобщей мобилизации 1914» (1915)
- Орден Святого Владимира 4-й степени с мечами и бантом (31.01.1915)
- Орден Святой Анны 2-й степени с мечами (31.01.1915)
- Орден Святого Владимира 3-й степени (18.05.1915)
- мечи и бант к ордену Святой Анны 3-й степени (15.09.1915)
- мечи к ордену Святого Владимира 3-й степени (20.05.1916)
- Крест Симона Петлюры (1936)